# Malekeh Jahan
Malekeh Jahan, född 1875 i Teheran i Persien, död 1947 i Sanremo Italien, var en iransk prinsessa, gift med shah Mohammad Ali Shah (regerade 1907–1909).

## Biografi
Malekeh Jahan var dotter till prins Kamran Mirza Nayeb es-Saltaneh av Persien och Sorour ed-Dowleh. Hon gifte sig 1892 med sin kusin, kronprins Mohammad Ali, sedan han hade skilt sig från sin första hustru. Äktenskapet var arrangerat. Efter bröllopet gifte sig inte maken med någon annan, vilket avvek från traditionen.

### Makens regeringstid
Malekeh Jahans make besteg tronen 1907. Detta var politisk oroliga år som utspelade sig under den konstitutionella revolutionen. Malekeh Jahan ingrep i politiken, något som omtalades mycket och blev föremål för ryktesspridning. Hon intog samma ställning som sin make och motsatte sig konstitutionalisterna och det konstitutionella systemet då det skadade monarkins auktoritet och gjorde att ämbetsmän utsågs av parlamentet snarare än genom kontakter vid hovet. Hon ska ha beklagat sig över denna förändring och att detta hindrade hennes fars och brors ämbetskarriärer, särskilt då hennes far tvingades avgå från sin post som krigsminister. Konstitutionalisternas förtal mot henne och mordförsöket på Mohammad Ali Shah var bland orsakerna som gjorde henne pessimistisk om dem. Hon beskrivs som en drivande kraft under makens kamp mot parlamentet. Konfrontationen mellan shahen och hans motståndare varade ett år, och under denna tid arbetade hon med att tillsammans med sin man att undertrycka oppositionen.

### Senare liv
Malekeh Jahans make avsattes i en kupp 1909. När Mojahedins styrkor närmade sig Teheran lämnade hon staden med sin man och flydde till Reignabad. Forough od-Dowle skrev i ett brev till sin fru Zahir od-Dowle: "Kungens och världens drottning är mycket bittra." Kungaparet sökte slutligen skydd hos den ryska ambassaden i Zargandeh, och vid sin ankomst installerades de ryska och brittiska flaggorna i ambassadens trädgård. Samma dag utropades deras son till monark. Hon hade en nära relation till sin son, och hennes ovilja att skilja sig från honom var en anledning till att den ryska ambassadören föreslog högsta rådet att låta den nya kungen få stanna hos sin mor, eller att hans yngre bror fick ersätta honom på tronen; ambassadören ska ha gjort detta på förslag av hennes make på grund av henne. Hon gick till slut med på att överlämna sin son till kuppmakarna med orden att ta honom, "Du har friheten att träna honom som du vill."
Malekeh Jahan och hennes make reste sedan till exil i Odessa i Ryssland. De lämnade Ryssland under ryska revolutionen och levde sedan i Europa; först i Osmanska riket och sedan på Franska rivieran. De träffade sin son shahen för första gången på tio år när han besökte Europa år 1919. Efter makens död 1925 ville hon återvända till Iran. Hon reste till Bagdad i grannlandet Irak, men samma år avsattes hennes son från tronen och hon förvägrades inresa till Iran. Hennes son bosatte sig samma år hos henne i Bagdad och fortsatte sedan till Libanon och Frankrike, då hon följde honom. Hon levde sedan tillsammans med sin son och hans familj.